# Liza Colón-Zayas
Liza Colón-Zayas (* 1972 in der Bronx, New York City) ist eine US-amerikanische Theater- und Filmschauspielerin.

## Leben
Liza Colón-Zayas ist seit 1992 Mitglied der LAByrinth Theatre Company, einer Schauspielergruppe aus New York. Dort traf sie auf ihren späteren Ehemann, den Schauspieler David Zayas. Sie ist weiterhin überwiegend am Off-Broadway beschäftigt, hat aber auch Rollen in zahlreichen Fernsehserien-Episoden. Sie spielte 2019 in der Serie David Makes Man und 2021 in In Treatment – Der Therapeut. Ab 2022 spielte sie in der Dramedy-Serie The Bear: King of the Kitchen als „Tina“ mit.

## Filmografie (Auswahl)
- 2006: Flug 93 (United 93)
- 2012: Um Klassen besser (Won’t Back Down)
- 2019: David Makes Man (Fernsehserie, 6 Folgen)
- 2021: The Woman in the Window
- 2021: Naked Singularity
- 2021: In Treatment (Fernsehserie, 6 Folgen)
- 2022–2023: The Bear: King of the Kitchen (Fernsehserie, 18 Folgen)
- 2023: Cat Person
- 2024: IF: Imaginäre Freunde (IF)